# Обыкновенная сипуха
Обыкнове́нная сипу́ха (лат. Tyto alba) — вид хищных птиц семейства сипуховых, наиболее распространённая в мире птица из рода сипух. Обитает практически на всех континентах, за исключением Антарктиды. На территории России встречается в Калининградской области, Краснодарском крае, Ставропольском крае, Республике Дагестан и Ростовской области. 

## Описание

### Внешний вид
Хищная птица размером с галку, длина составляет 33—39 см, размах крыльев 80—95 см. Вес птиц варьируется в пределах от 187 до 700 г, и во многих случаях он зависит не от места обитания, а от каждой конкретной особи. Однако в целом птицы, обитающие на островах имеют меньшие размеры. Телосложение стройное, ноги длинные. Оперение мягкое, пушистое. Верхняя часть тела обычно охристо-рыжая, с поперечными пепельно-серыми пестринами и многочисленными мелкими тёмными полосками и крапинами. Окрас нижней части тела различается в зависимости от места обитания — например, в Западной и Южной Европе, на Западных Канарских островах, в Северной Африке и на Ближнем Востоке он белый; в остальной части Европы, на Восточных Канарских островах и на острове Мадейра жёлто-оранжевый. Как правило, на нижней части тела разбросаны редкие тёмные пятнышки. Хвост короткий. Лицевой диск имеет форму сердца (отличительный признак всех сипуховых), обычно белый с охристой каёмкой, с небольшими участками рыжих перьев под глазами. Радужная оболочка тёмно-бурая. Уши расположены по бокам, но несимметрично, что делает сипух особенными. Левое ухо расположено на уровне лба, а правое — на уровне ноздрей. Такое строение слухового аппарата помогает птицам превосходно под разными углами слышать звуки, издаваемые потенциальной жертвой. Клюв и восковица светлые, желтовато-белые. Ноги полностью покрыты перьями, однако на голени и цевке они более редкие. Самцы и самки внешне мало отличаются друг от друга — самки, как правило, выглядят слегка темнее самцов и немного крупнее. Молодые птицы от половозрелых либо не отличаются вовсе, либо выглядят более пёстрыми.

### Отличия от других видов
От представителей семейства совиных сипух можно легко отличить по форме лицевого диска, который у них имеет явно выраженные очертания в виде сердца. От остальных сипух обыкновенные выделяются более светлым оперением. У капской сипухи (Tyto capensis), чей ареал в Африке частично совпадает с обыкновенной, заметно более тёмное оперение и более длинные ноги. То же самое можно сказать и о травяной восточной сипухе (Tyto longimembris) из Юго-Восточной Азии и Австралии.

### Голос

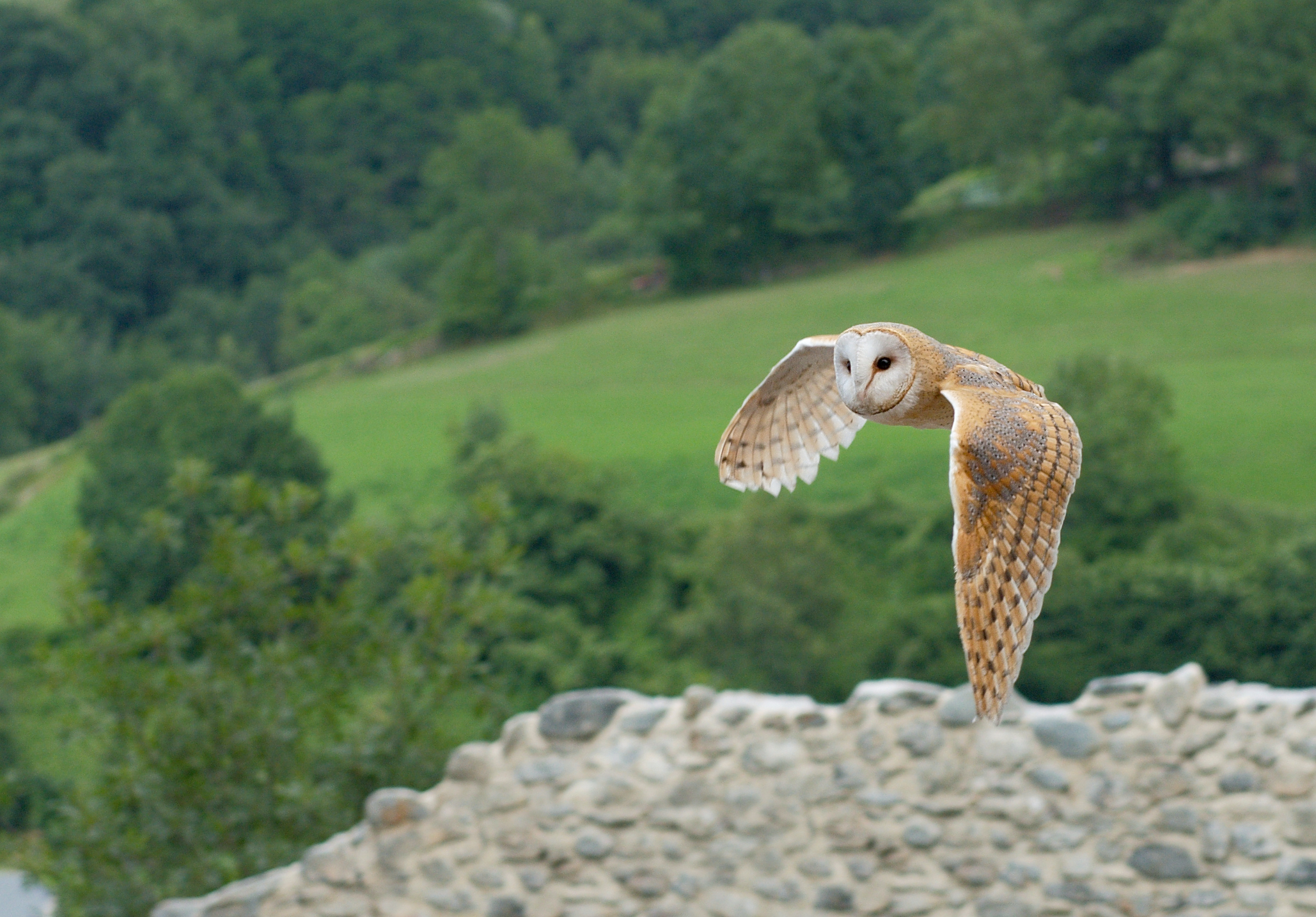
Обыкновенная сипуха в полёте

Чаще всего сипухи издают различные звуки в период размножения — в это время они хрипло или визгливо кричат, сопят, ухают. Благодаря своему особенному, сиплому и дребезжащему крику «хеее» птица получила своё русское название «сипуха». Вне сезона размножения птицы обычно молчаливы. Кроме голосовых звуков, сипухи иногда щёлкают клювом, языком или демонстративно хлопают крыльями.

## Распространение

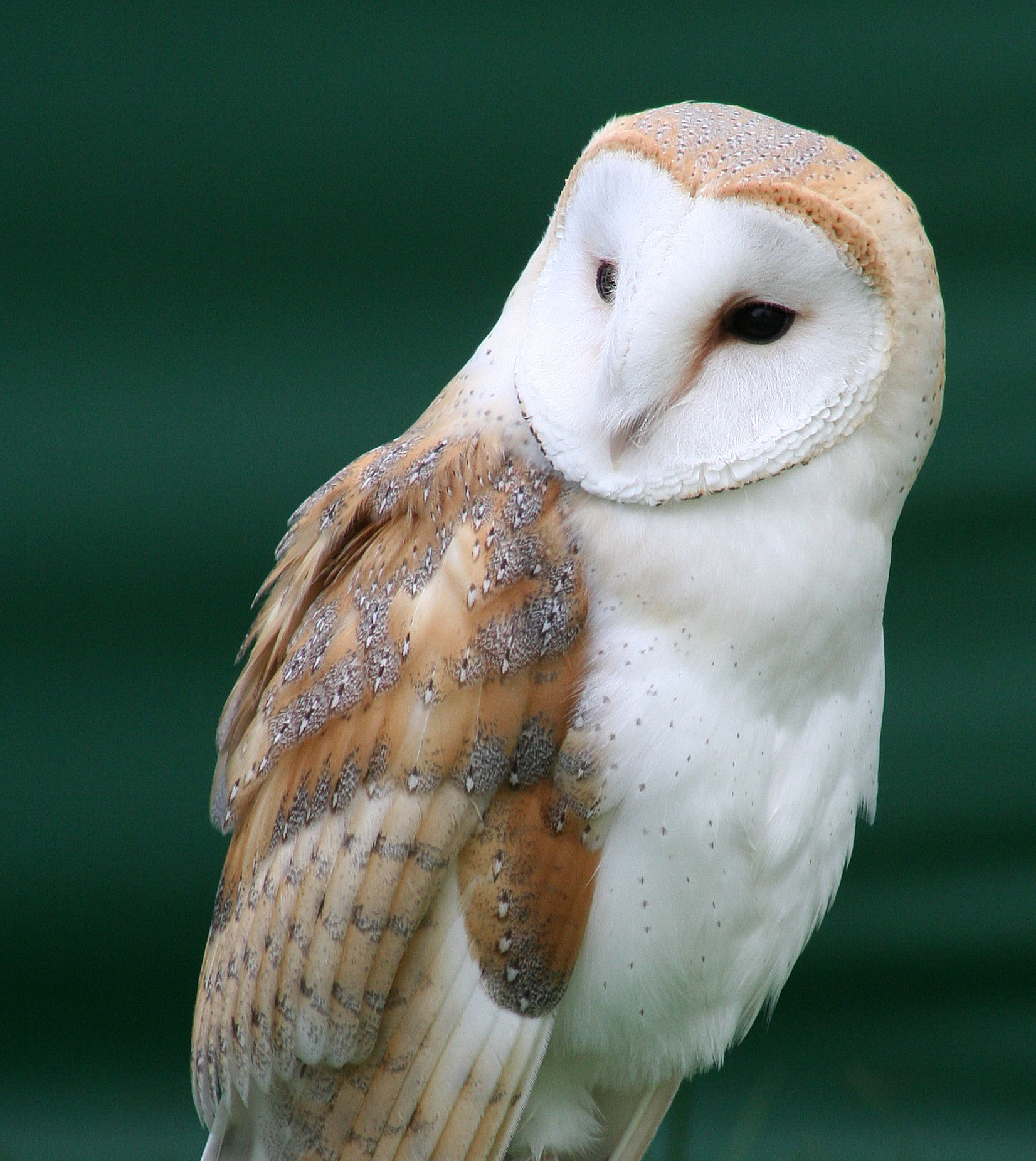
Вспугнутая сипуха

### Ареал
Обыкновенные сипухи очень широко распространены в мире. Они встречаются на всех континентах, за исключением Антарктиды, а также на многих островах, в том числе и на отдалённых. Однако, несмотря на свою хорошую приспособляемость к различным географическим условиям, они не способны накапливать в себе жировые запасы, и по этой причине не переносят холодного северного климата. Сипухи полностью отсутствуют в северных регионах США, на большей части Канады, в Северной Европе и почти на всей территории России, за исключением Калининградской области, а также Краснодарского края, Ставропольского края, Республики Дагестан и Ростовской области. Сипухи также не живут в горных районах выше 1000 м над уровнем моря и в азиатских и африканских пустынях. В XX веке сипуха была сознательно интродуцирована человеком в районы, где она до сих пор ещё не обитала — на Гавайские, Сейшельские острова, Новую Зеландию и остров Лорд-Хау. После заселения сипухи в 1949 году на Сейшелы началось резкое снижение популяции местной сейшельской пустельги (Falco araea), за которой сипуха  начала охотиться.  

### Места обитаний
Обитает в большом спектре различных биотопов, однако чаще всего встречается на открытых равнинных ландшафтах с небольшим количеством деревьев — в редколесье, на лугу с густым травяным покровом, на болоте, вдоль водоёмов, оврагов, пустырей, автомобильных трасс. Охотно селится возле сельскохозяйственных ферм и жилья человека. В засушливых районах держится среди кустарниковой растительности и ксерофитных растений. Густых лесов и высокогорных районов старается избегать. В целом распространение сипух ограничивается только отсутствием холодных зим, доступностью корма и слабой конкуренцией с другими хищниками. В отличие от многих других птиц, сипухи только выиграли от деятельности человека — расчистка лесов и развитие сельского хозяйства только способствовало их расселению на обширной территории.

## Поведение

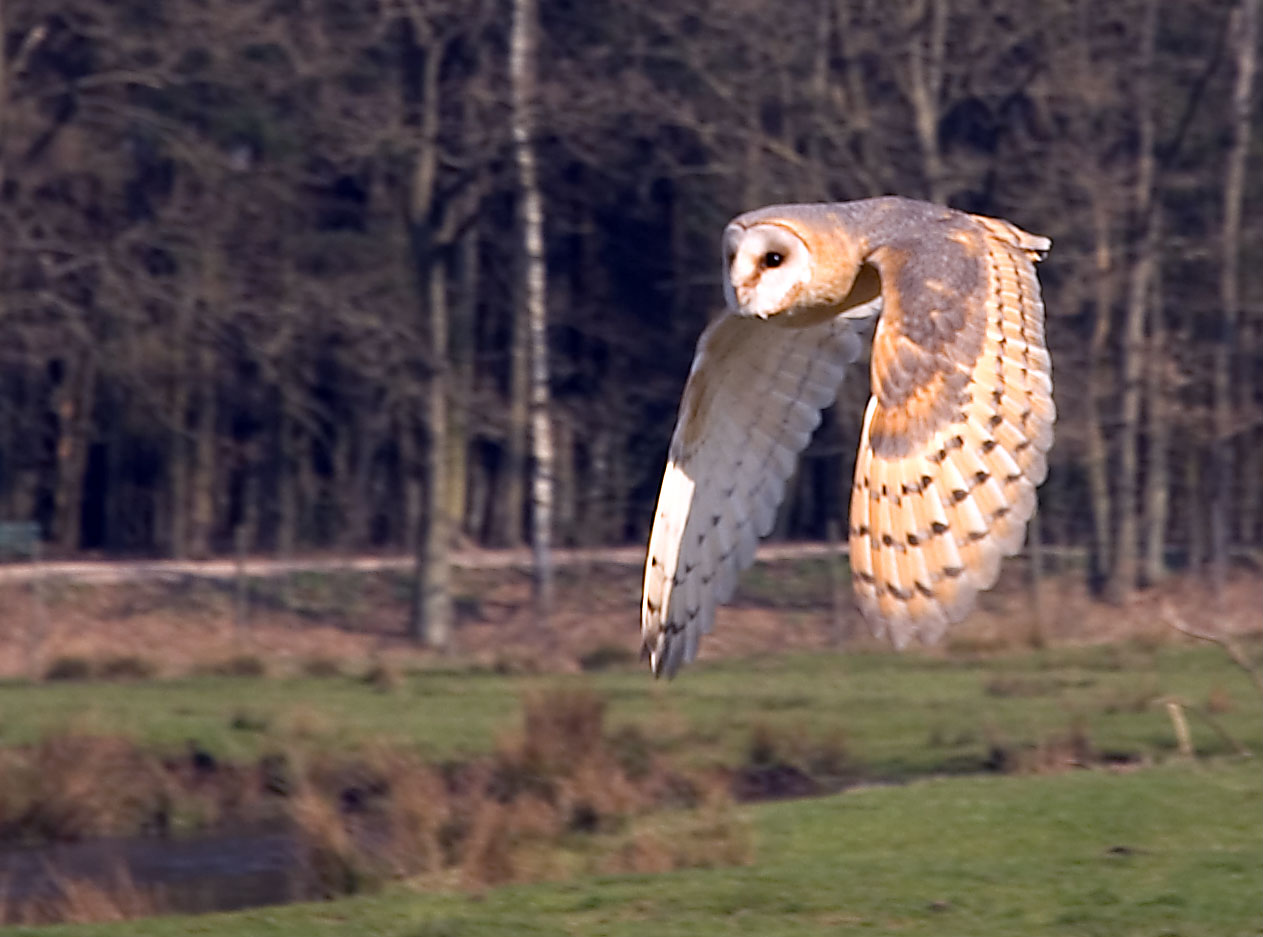
В полёте

Сипухи, как правило, активны в тёмное время суток. Они ведут одиночный образ жизни, однако в местах скопления дичи могут встречаться и небольшими группами. Спят днём, в одиночку или вместе с другими птицами. Для ночлега выбирают какую-нибудь естественную или искусственную нишу — дупло, отверстие в земле, неиспользуемый чердак в доме. Во время охоты могут облетать владения, постоянно меняя высоту — вверх и вниз, либо ожидать жертву из засады. Полёт мягкий и бесшумный — крылья птиц устроены таким образом, что окончания маховых перьев заглушают звук полёта. Зрение у сипух очень хорошо развито как в темноте, так и при дневном свете. При приближении человека птицы обычно высоко приподнимаются и тихонько покачиваются на ногах вправо и влево, при этом изображая различные гримасы. Если подойти к птице близко, то она скорее всего улетит. Как правило, живут оседло, но в случае истощения кормовой базы могут перекочёвывать на новое место. Подросшие птенцы рассеиваются, находя себе новую территорию для охоты и воспроизводства.

## Размножение

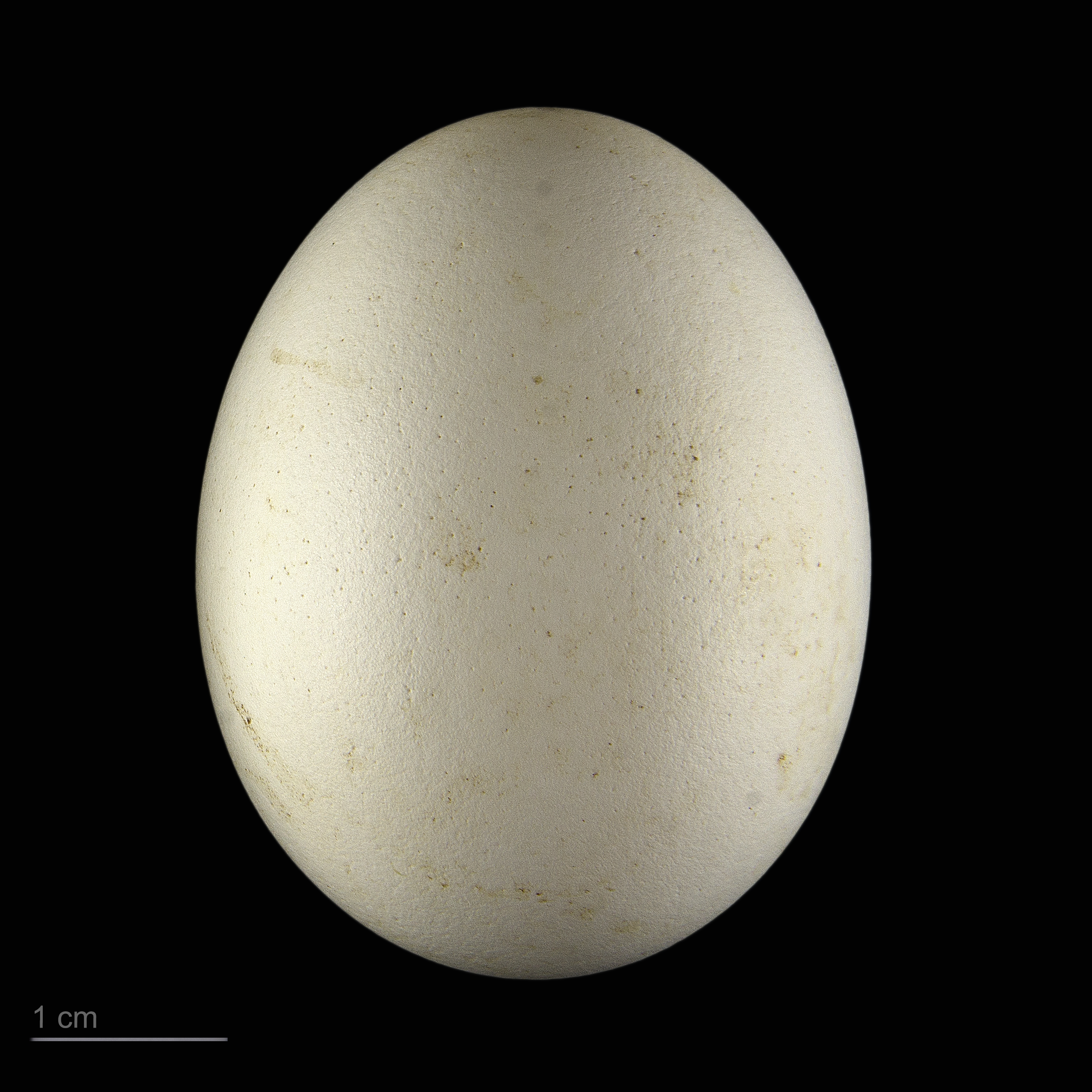
яйцо Tyto alba guttata — Тулузский музеум

Обычно моногамны, хотя иногда бывают случаи полигамии, а очень редко и полиандрии. Начало сезона размножения зависит от климатических условий или обилия дичи — в жарком тропическом климате оно не ограничено временными рамками, в районах с сезонными колебаниями влажности привязано к окончанию засушливого сезона, а на севере ареала приходится на начало тёплого сезона. Птенцов выводит один или два раза в год — в умеренном поясе Европы и Северной Америки в случае единичной кладки это происходит в марте-июне, в случае повторной в марте-мае и в июне-августе. В Малайзии имеются сообщения о трёх кладках в год. Место для гнезда выбирает самец, и, выбрав, начинает активно летать вокруг и кричать, таким образом подзывая самку. Во время брачных ухаживаний самец гоняется за самкой, и оба из них при этом издают хриплые, визгливые звуки.

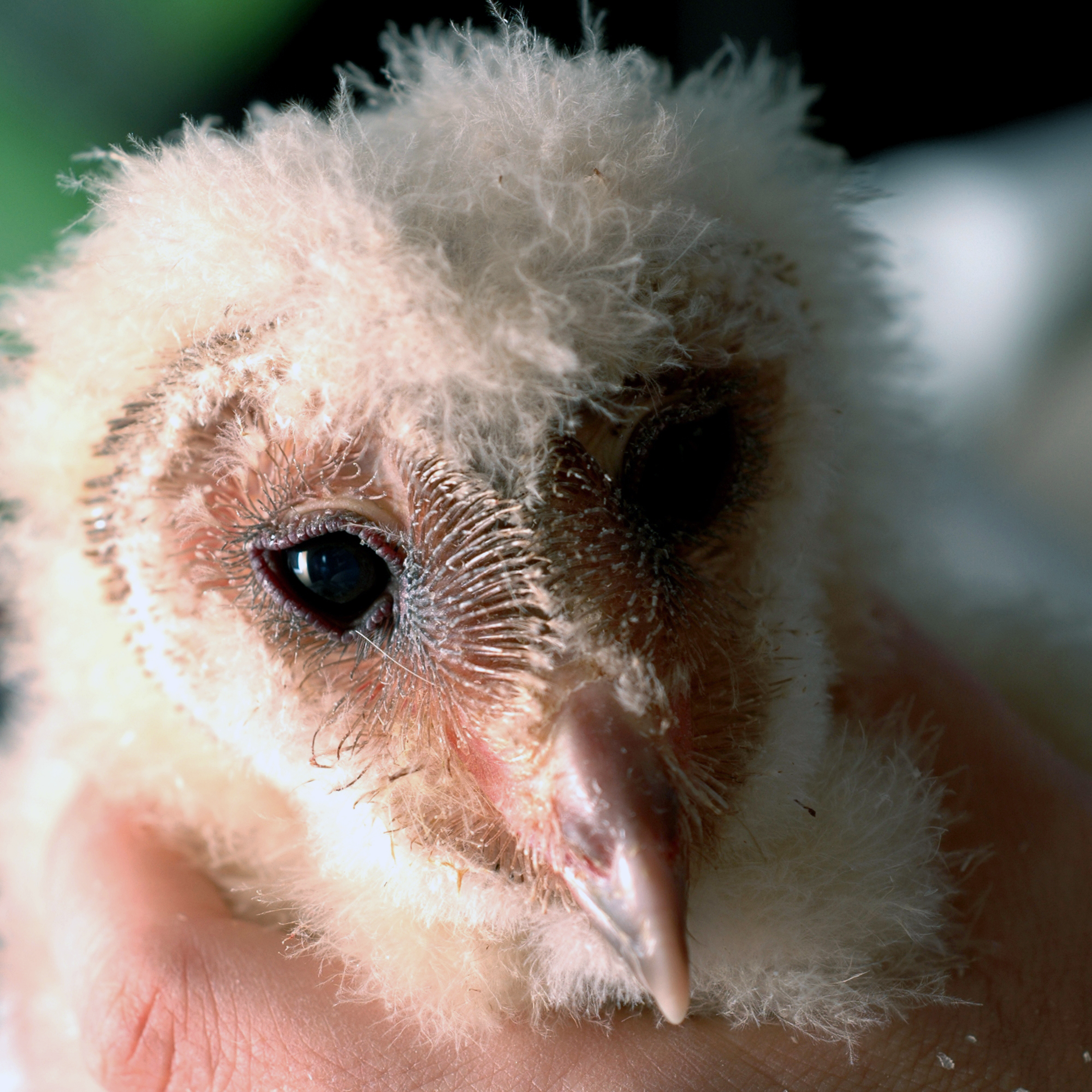
Голова птенца

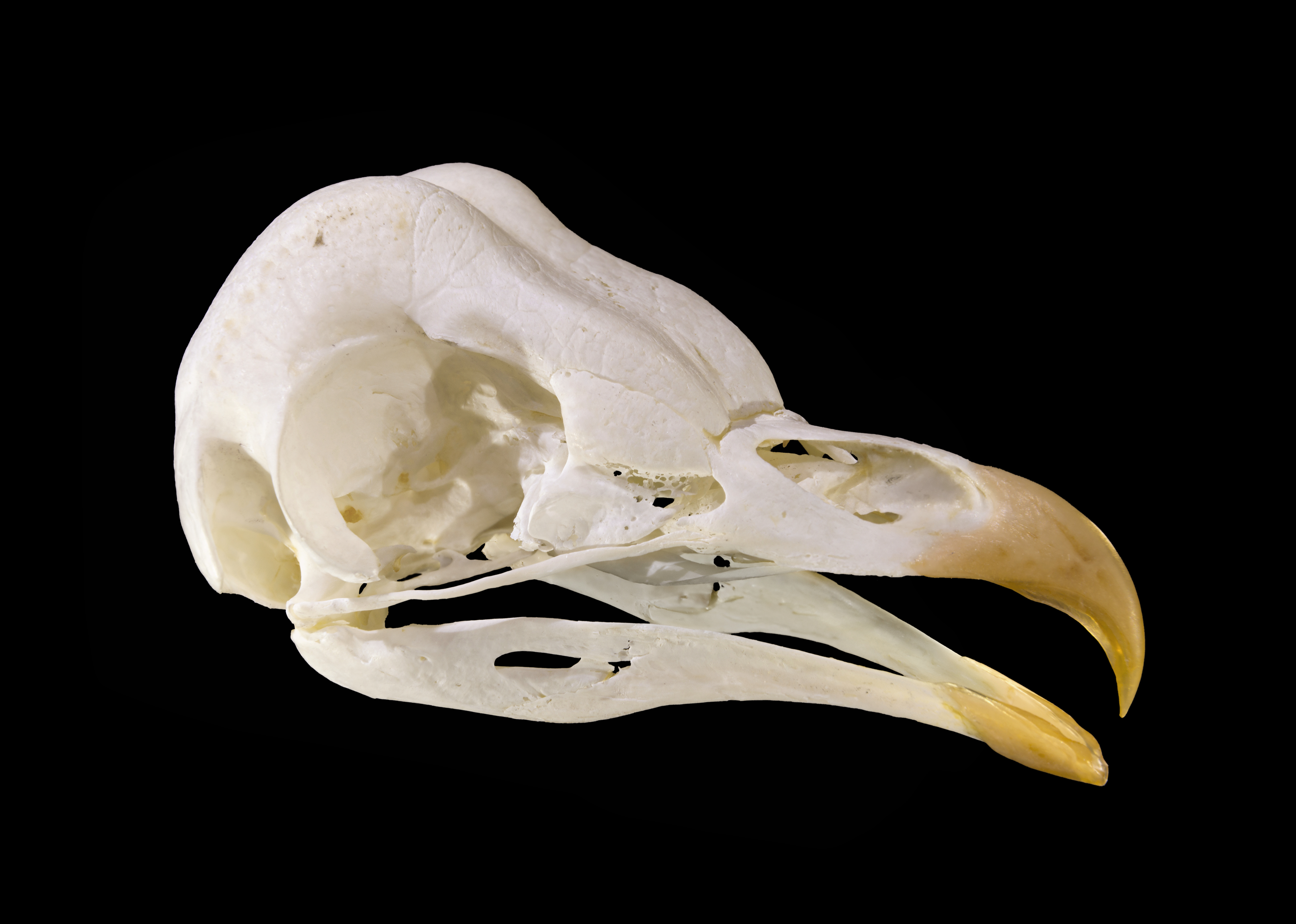
Череп сипухи

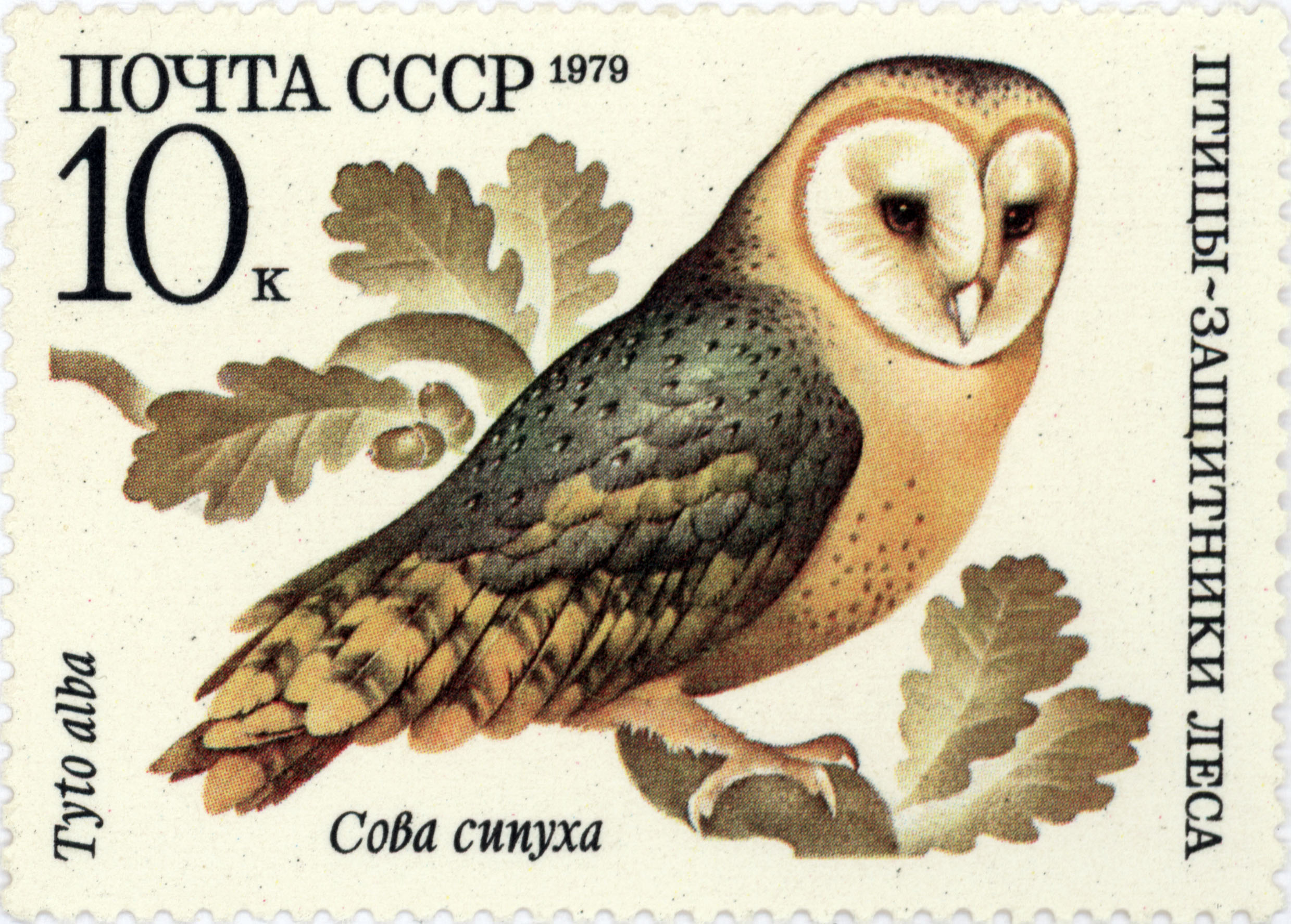
Марка СССР 1979 года. Птицы - защитники леса. Сова

Гнездятся птицы одиночными парами либо небольшими группами, иногда недалеко от других сов, таких как например серой неясыти (Strix aluco) или виргинского филина (Bubo virginanus). Гнезда как такового не строится, но при этом место, в котором гнездятся птицы, должно быть закрытым и тёмным. Это может быть дупло дерева, углубление в старом пне, нора на обрывистом берегу реки или моря, чердачное помещение в здании или любое другое искусственное строение, где имеются подходящие условия. Также могут занимать прошлогодние гнёзда других птиц — например скопы, обыкновенного общественного ткача (Philetarius socius) и др. Как правило, гнездо располагается на высоте 2—20 м над землёй. Во время гнездования территория охоты птиц составляет 2,9—9,5 км², но охраняют они только расстояние в несколько метров вокруг гнезда. Размер кладки состоит из 2—14 (обычно 4—7) яиц и зависит от изобилия корма — в сезоны взрыва популяций грызунов яиц обычно больше. Размер яиц — (38—46) — (30—35) мм, цвет скорлупы — белый или кремовый. Вокруг яиц всегда можно обнаружить так называемые погадки — комочки отрыгнутой пищи, состоящие из меха, перьев и костей жертв. Период инкубации составляет 29—34 дня; насиживает одна самка, а самец в этот период приносит ей еду. Вылупившиеся птенцы покрыты густым белым пухом и полностью зависимы от родителей, которые кормят их поочерёдно. Через 35—45 дней птенцы начинают покидать гнездо, через 50—55 начинают летать. Полностью самостоятельными молодые птицы становятся в возрасте приблизительно 3 месяцев, после чего рассеиваются. Для сипух характерен большой радиус дисперсии — например, по наблюдениям орнитологов, птенцы, вылупившиеся в Нидерландах, позднее были обнаружены в Испании и на Украине.

## Питание
Основу рациона сипух составляют различные мышевидные грызуны — полёвки, крысы, хомяки, гоферы, песчанки и т. п. Часто в каком либо регионе доминируют лишь один или несколько видов добычи, как например в Малайзии пальмовая крыса (Rattus palmarum). Кроме грызунов, охотится на землероек, опоссумов, птиц других видов, в том числе хищных. При необходимости ловит летучих мышей, рептилий, лягушек и беспозвоночных животных.

## Классификация
Обыкновенные сипухи известны с плейстоцена. Различали до 46 подвидов сипух, однако общепризнанными считаются только 10:
| Подвид                               | Распространение |
| ------------------------------------ | --- |
| T. a. alba (Scopoli, 1769)           | Западная и Южная Европа, Северная Турция, Канарские острова (Гран-Канария, Тенерифе, Йерро), Северная Африка (Египет за исключением Синайского полуострова, Ливия, Южный Алжир, Тунис, Марокко, Мавритания, Северный Судан), Нигер |
| T. a. guttata (C. L. Brehm, 1831)    | Центральная и Восточная Европа к западу от Прибалтики и Украины |
| T. a. ernesti (Kleinschmidt, 1901)   | Корсика, Сардиния |
| T. a. erlangeri W. L. Sclater, 1921  | Острова Эгейского моря, Крит, Кипр, южная часть Ближнего Востока, Западный Иран, Аравийский и Синайский полуостровы |
| T. a. schmitzi (Hartert, 1900)       | Острова Мадейра, Порту Санту |
| T. a. gracilirostris (Hartert, 1905) | Канарские острова (Алегранса, Лансароте, Лобос, Монтанья-Клара, Фуэртевентура) |
| T. a. detorta Hartert, 1913          | Остров Кабо-Верде |
| T. a. poensis (Fraser, 1843)         | Остров Биоко. Объединён с T. a. affinis (Blyth, 1862). |
| T. a. thomensis (Hartlaub, 1852)     | Острова Сан-Томе и Принсипи |
| T. a. hypermetra Grote, 1928         | Коморские острова, Мадагаскар |